# I. Ferenc Phoebus navarrai király
I. Ferenc, avagy Ferenc Phoebus (1467 – Pau, 1483. január 30.), spanyolul: Francisco I Febo, baszkul: Frantzisko I.a Febus, katalánul: Francesc I Febus, occitánul: Francés Fèbus Ièr, franciául: François Phœbus. Navarra első királya a Foix-házból, Nemours hercege, Foix, Bigorre grófja, Béarn algrófja és Andorra társura. I. Eleonóra navarrai királynő apai és VII. Károly francia király anyai unokája.

## Élete
Édesapja Gaston vianai herceg, IV. Gaston foix-i gróf és I. Eleonóra navarrai királynő fiaként II. János navarrai és aragón király unokája. Édesanyja Valois Magdolna francia királyi hercegnő, VII. Károly francia király lánya.
1479-ben lépett a trónra a Navarrai Királyságban, amikor nagyanyja, a Trastámara-házból származó I. Eleonóra (1426–1479) meghalt. Ekkor már I. Ferenc apja, Gaston, Viana hercege, és apai nagyapja, Gaston de Grailly (1425–1472), aki IV. Gaston néven Foix grófja, és aki után 1472-ben Ferenc Phoebus Foix grófja is lett, sem voltak életben.
I. Ferenc kiskorúsága idején az édesanyjának, a Valois-házbeli Magdolnának, XI. Lajos francia király húgának a gyámsága alatt állt. Uralkodása alatt sem szűntek meg a Navarrai Királyság belső nyugtalanságai, a nemesség megosztottsága, egy időben Navarra egy részében Ferenc Phoebust még királynak sem ismerték el.
Éppen ezért csak több, mint két évvel trónra lépése után koronázták királlyá Pamplonában 1481. december 9-én.
A nemességnek a spanyol kifejezéssel "beaumonteses”-nek nevezett része, amely korábban szemben állt I. Eleonóra királynővel, Aragónia – és Kasztília – felé nyitott, Aragónia királya, II. (Katolikus) Ferdinánd – I. Eleonóra féltestvére – oldalára állt, aki bizalmatlanul szemlélte a Navarrában egyre növekvő francia befolyást.
A nemességnek spanyol kifejezéssel "agramonteses”-nek nevezett része, I. Eleonóra korábbi támogatói, viszont a királynő utóda, Ferenc Phoebus oldalára álltak, és a francia kapcsolat fenntartását pártfogolták
I. Ferenc – Ferenc Phoebus – fiatalon, 1483-ban meghalt, gyermek hátrahagyása nélkül, valószínűleg megmérgezték. Utóda a húga lett, I. Katalin királynő, az utolsó navarrai uralkodó a Foix-házból.
A Pau melletti Lescar székesegyházában helyezték örök nyugalomra a Béarni Algrófságban.